# Orphanocoela maydis
Orphanocoela maydis är en svampart som först beskrevs av Latterell & W. Rossi, och fick sitt nu gällande namn av Nag Raj 1989. Orphanocoela maydis ingår i släktet Orphanocoela, divisionen sporsäcksvampar och riket svampar.   Inga underarter finns listade i Catalogue of Life.